# BEST HIT AKG
『BEST HIT AKG』（ベスト・ヒット・エーケージー）は、日本のロックバンド、ASIAN KUNG-FU GENERATIONの1stベストアルバム。2012年1月18日にキューンレコードから発売。

## 概要
前作『マジックディスク』以来、約1年半ぶりのアルバムであり、自身初のベストアルバムである。選曲は後藤正文以外のメンバーで行われ、3人が持ち寄った曲目リストがほぼ同じだったため、それをそのまま収録曲とした。ほとんどのこれまでのシングル曲は収録されたが、3rdシングル「サイレン」、8thシングル「ワールドアパート」と15thシングル「迷子犬と雨のビート」は収録されなかった。
初回限定盤は「Return To The Basics vol.1」というタイトルが付けられたDVD付き。内容は1stフルアルバム『君繋ファイブエム』の収録曲全曲曲順通りのスタジオライブを収録。収録曲・曲順は項目参照。

## 収録曲
- 全編曲：ASIAN KUNG-FU GENERATION

| #         | タイトル                   | 作詞       | 作曲               | 時間  |
| --------- | -------------------------- | ---------- | ------------------ | ----- |
| 1.        | 「遥か彼方」               | 後藤正文   | 後藤正文           | 4：03 |
| 2.        | 「未来の破片」             | 後藤正文   | 後藤正文           | 4：48 |
| 3.        | 「アンダースタンド」       | 後藤正文   | 後藤正文           | 3：45 |
| 4.        | 「君という花」             | 後藤正文   | 後藤正文           | 6：12 |
| 5.        | 「リライト」               | 後藤正文   | 後藤正文           | 3：46 |
| 6.        | 「君の街まで」             | 後藤正文   | 後藤正文           | 3：37 |
| 7.        | 「ループ＆ループ」         | 後藤正文   | 後藤正文           | 3：47 |
| 8.        | 「ブラックアウト」         | 後藤正文   | 後藤正文           | 5：19 |
| 9.        | 「ブルートレイン」         | 後藤正文   | 後藤正文・喜多建介 | 4：22 |
| 10.       | 「或る街の群青」           | 後藤正文   | 後藤正文           | 4：23 |
| 11.       | 「アフターダーク」         | 後藤正文   | 後藤正文・山田貴洋 | 3：15 |
| 12.       | 「転がる岩、君に朝が降る」 | 後藤正文   | 後藤正文           | 4：38 |
| 13.       | 「ムスタング」             | 後藤正文   | 後藤正文・山田貴洋 | 4：50 |
| 14.       | 「藤沢ルーザー」           | 後藤正文   | 後藤正文           | 2：47 |
| 15.       | 「新世紀のラブソング」     | 後藤正文   | 後藤正文           | 5：16 |
| 16.       | 「ソラニン」               | 浅野いにお | 後藤正文           | 4：35 |
| 17.       | 「マーチングバンド」       | 後藤正文   | 後藤正文           | 5：20 |
| 合計時間: | 合計時間:                  | 合計時間:  | 合計時間:          | 74:51 |